# Konferenčna soba Jožeta Pučnika
Konferenčna soba Jožeta Pučnika je konferenčna dvorana v Evropskem parlamentu v Bruslju, posvečena slovenskemu politiku Jožetu Pučniku.

## O dvorani
Pobudo, da bi eno od dvoran v stavbi Evropskega parlamenta v Bruslju poimenovali po dr. Jožetu Pučniku, je že od leta 2013 vodil evropski poslanec iz vrst Evropske ljudske stranke Milan Zver. Dvorano so uradno odprli 28. junija 2018, s čimer se je Jože Pučnik pridružil elitnim evropskim osebnostim, po katerih so poimenovani nekateri prostori v parlamentu. To so Robert Schuman, Paul-Henri Spaak, Konrad Adenauer ter Winston Churchill. Slavnostne otvoritve so se udeležili tudi predsednik Republike Slovenije Borut Pahor, predsednik Slovenske demokratske stranke in večkratni predsednik vlade Janez Janša, predsednik poslanske skupine Evropske ljudske stranke v Evropskem parlamentu Manfred Weber ter takratni predsednik Evropskega parlamenta Antonio Tajani. Navzoči so bili tudi nekateri Pučnikovi sorodniki.
V konferenčni sobi je postavljen Pučnikov doprsni kip.